# Uffe Elbæk
Uffe Elbæk (Ry, 15 juni 1954) is een Deens politicus van de linkse partij Frie Grønne. Sinds 2011 is hij lid van het Folketing, het Deense parlement.

## Carrière
Uffe Elbæk studeerde sociale pedagogiek en journalistiek in Aarhus en was werkzaam in de culturele sector en het onderwijs. Hij werkte onder meer als freelance journalist en als ontwikkelingsmedewerker bij de gemeente Aarhus (1982–1991). Hij was initiatiefnemer van het culturele ondernemersplatform Frontløberne en in 1991 oprichter van de onderwijsinstelling KaosPiloterne. 
Ook was hij voorzitter van het ontwikkelingsfonds van het ministerie van Cultuur (1998–2001) en directeur van de World Outgames die in 2009 plaatsvonden in Kopenhagen. In 2010 richtte hij het adviesbureau Change The Game op.

### Politieke loopbaan
Op politiek vlak was Elbæk aanvankelijk actief voor de sociaalliberale partij Radikale Venstre. Namens die partij zat hij in de gemeenteraad van Aarhus (2001–2007) en werd hij bij de Deense parlementsverkiezingen van 2011 verkozen in het Folketing, het Deense parlement. In oktober 2011 werd hij benoemd tot minister van Cultuur in de regering van de sociaaldemocratische premier Helle Thorning-Schmidt. Elbæk legde zijn ministerschap in december 2012 voortijdig neer, nadat hij beschuldigd was van belangenverstrengeling wegens het houden van evenementen bij de kunstorganisatie Akademiet For Utæmmet Kreativitet, waar zijn partner werkzaam was.

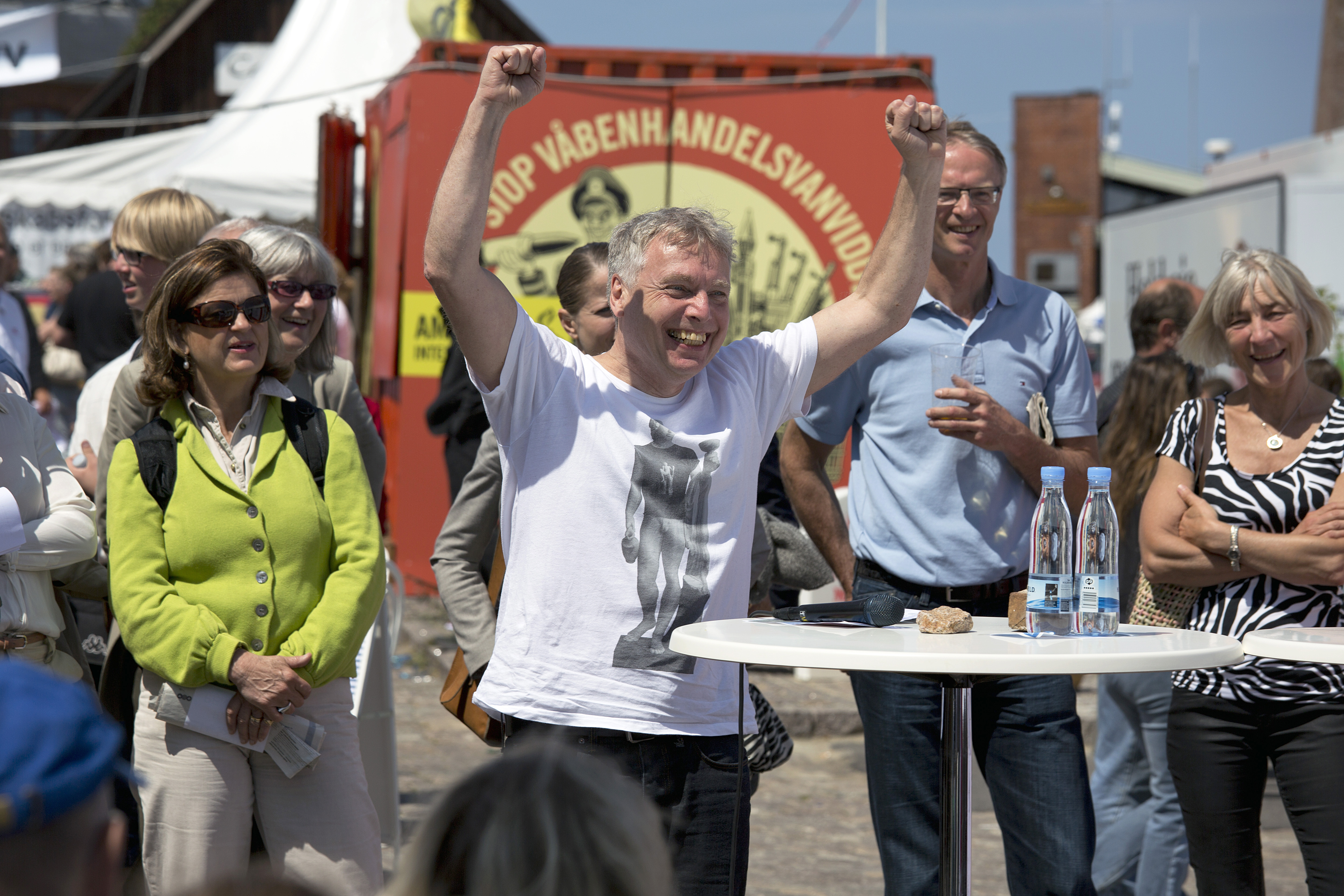
Uffe Elbæk tijdens Folkemødet in 2012

In november 2013 verliet Elbæk zijn partij om, samen met onder meer voormalig vakbondsvrouw Josephine Fock, een nieuwe partij op te richten: Alternativet. Elbæk werd partijleider en leidde Alternativet bij de Deense parlementsverkiezingen van 2015 naar 4,8% van de stemmen, oftewel 9 zetels in het Folketing. Vier jaar later, bij de verkiezingen van 2019, was Elbæk opnieuw lijsttrekker, maar viel de partij terug naar 5 zetels (3% van de stemmen).
In december 2019 kondigde Elbæk zijn vertrek als partijleider aan, waarna hij in februari 2020 werd opgevolgd door Josephine Fock. Fock kwam echter in opspraak en haar positie zorgde binnen Alternativet voor grote verdeeldheid. In maart 2020 verlieten vier van de vijf parlementsleden, onder wie Elbæk, de partij en bleef de Alternativet-fractie met slechts één parlementslid over. Elbæk behield zijn zetel als onafhankelijk lid en was in september 2020 een van de oprichters van de nieuwe partij Frie Grønne (Onafhankelijke Groenen).